# Thumelicus
Thumelicus (15 - voor 47) was de zoon van de Cherusk Arminius en zijn vrouw Thusnelda.
Het leven van Thumelicus kan als een dramatisch voorbeeld worden beschouwd van de tijd waarin hij leefde. Zijn vader Arminius had in 9 de Romeinen vernietigend verslagen in het Teutoburger Woud en de Romeinen waren in het huidige Noord-Duitsland in grote delen hun aanzien en macht kwijt. De verhoudingen tussen de Romeinen en Cherusken was uiteraard slecht. Toch vormden de Cherusken geen vast blok tegen Rome. Sterker nog, Arminius' schoonvader Segestes was een trouw bondgenoot van de Romeinse keizer en hij was het die Thusnelda - zijn eigen dochter dus - uitleverde aan Germanicus.
In Rome werden Thusnelda en haar zojuist geboren zoon in een triomftocht door de stad geleid. Op de tribunes bevonden zich ook de eregasten: een van hen was Segestes.
Van Thusnelda wordt niets meer vermeld. Over Thumelicus zegt Tacitus in zijn Annales:
educatus Ravennae puer quo mox ludibrio conflictatus sit, in tempore memorabo (Boek I, 58)
(over de zoon opgeleid in Ravenna die spoedig een dubieus lot wachtte zal ik op zijn tijd berichten.)
Of Tacitus dat laatste ooit gedaan heeft is niet bekend, want over Thumelicus wordt door hem niet nader bericht in overgeleverde geschriften. Wel heeft men aan willen nemen dat Thumelicus als gladiator in de arena stierf omdat er zich in Ravenna een gladiatorenschool bevond. Dit is echter speculatie.

## Bron
Tacitus. Annales Libri I - VI, P.K. Huibregtse (Groningen, 1962)